# (100138) 1993 SN14
1993 أس أن 14 (ويعرف أيضًا باسم (100138) 1993 أس أن 14 وفق تسمية الكوكب الصغير) (بالإنجليزية: 1993 SN14)‏ هو كويكب ضمن حزام الكويكبات؛ وترتيبه 100138 من حيث الاكتشاف.
اكتُشف هذا الجُرم الفلكي بواسطة إيريك والتر إلست في 16 سبتمبر 1993.

## وصلات خارجية
- (100138) 1993 SN14 في قاعدة بيانات مختبر الدفع النفاث لأجرام النظام الشمسي الصغيرة

- الاكتشاف · مخطط المدار ·  العناصر المدارية · المعلمات المادية

- (100138) 1993 SN14 على موقع ويكي سكاي: DSS2, SDSS, GALEX, IRAS, Hydrogen α, X-Ray, Astrophoto, Sky Map, Articles and images